# Матаро
Матаро́ (кат. Mataró) — місто і муніципалітет, розташований в Автономній області Каталонія, в Іспанії. Код муніципалітету за номенклатурою Інституту статистики Каталонії — 81213. Знаходиться у районі (кумарці) Маресма (коди району — 21 та MM) провінції Барселона, згідно з новою адміністративною реформою перебуватиме у складі Баґарії (округи) Барселона. За кількістю населення у 2007 р. місто займало 8 місце серед муніципалітетів Каталонії.

## Населення
Населення міста (у 2023 р.) становить 129 870 осіб (з них менше 14 років — 14,7 %, від 15 до 64 — 70,6 %, понад 65 років — 14,7 %). У 2006 р. народжуваність склала 1.491 особа, смертність — 825 осіб, зареєстровано 502 шлюби. У 2001 р. активне населення становило 54.243 особи, з них безробітних — 7.143 особи.

Серед осіб, які проживали на території міста у 2001 р., 66.256 народилися в Каталонії (з них 50.649 осіб у тому самому районі, або кумарці), 33.204 особи приїхали з інших областей Іспанії, а 6.898 осіб приїхало з-за кордону. 

Університетську освіту має 8,2 % усього населення. 

У 2001 р. нараховувалося 37.850 домогосподарств (з них 18,6 % складалися з однієї особи, 27,8 % з двох осіб,22,8 % з 3 осіб, 21,7 % з 4 осіб, 6,2 % з 5 осіб, 1,8 % з 6 осіб, 0,6 % з 7 осіб, 0,2 % з 8 осіб і 0,3 % з 9 і більше осіб).

Активне населення міста у 2001 р. працювало у таких сферах діяльності: у сільському господарстві — 1,9 %, у промисловості — 32,7 %, на будівництві — 11,5 % і у сфері обслуговування — 54 %. 

 У муніципалітеті або у власному районі (кумарці) працює 42.304 особи, поза районом — 15.654 особи.

### Доходи населення
У 2002 р. доходи населення розподілялися таким чином :
| \| Доходи населення за статтями доходів \| Доходи населення за статтями доходів \| Доходи населення за статтями доходів \| \| Рік \| 2002 р. \| 2001 р. \| \| ------------------------------------ \| ------------------------------------ \| ------------------------------------ \| \| Заробітна платня \| 55,5 % \| 56,9 % \| \| Доходи від ведення бізнесу \| 24,5 % \| 24 % \| \| Соціальна допомога \| 20,1 % \| 19,2 % \| |         |         |
| Доходи населення за статтями доходів |         |         |
| Рік | 2002 р. | 2001 р. |
| Заробітна платня | 55,5 %  | 56,9 %  |
| Доходи від ведення бізнесу | 24,5 %  | 24 %    |
| Соціальна допомога | 20,1 %  | 19,2 %  |

### Безробіття
У 2007 р. нараховувалося 5.903 безробітних (у 2006 р. — 6.294 безробітних), з них чоловіки становили 37,1 %, а жінки — 62,9 %.

## Економіка
У 1996 р. валовий внутрішній продукт розподілявся по сферах діяльності таким чином :
| \| Валовий внутрішній продукт \| Валовий внутрішній продукт \| Валовий внутрішній продукт \| \| Рік \| 1996 р. \| 1991 р. \| \| -------------------------- \| -------------------------- \| -------------------------- \| \| Сільське господарство \| 0,7 % \| 1,3 % \| \| Промисловість \| 30,6 % \| 35,1 % \| \| Будівництво \| 6,7 % \| 7,8 % \| \| Послуги \| 61,9 % \| 55,8 % \| |         |         |
| Валовий внутрішній продукт |         |         |
| Рік | 1996 р. | 1991 р. |
| Сільське господарство | 0,7 %   | 1,3 %   |
| Промисловість | 30,6 %  | 35,1 %  |
| Будівництво | 6,7 %   | 7,8 %   |
| Послуги | 61,9 %  | 55,8 %  |

### Підприємства міста

#### Промислові підприємства
| \| Промислові підприємства міста, за сферою діяльності \| Промислові підприємства міста, за сферою діяльності \| Промислові підприємства міста, за сферою діяльності \| \| Рік \| 2002 р. \| 2001 р. \| \| --------------------------------------------------- \| --------------------------------------------------- \| --------------------------------------------------- \| \| Енергетичні та водні ресурси \| 0,3 % \| 0,3 % \| \| Хімія та метали \| 1,7 % \| 2,1 % \| \| Переробка металів \| 16,5 % \| 15,3 % \| \| Продукти харчування \| 2,8 % \| 2,3 % \| \| Текстиль \| 67 % \| 69,5 % \| \| Виробництво меблів, видання \| 9,3 % \| 8,7 % \| \| Інше \| 2,2 % \| 1,9 % \| \| Усього підприємств \| 1.834 \| 1.567 \| |         |         |
| Промислові підприємства міста, за сферою діяльності |         |         |
| Рік | 2002 р. | 2001 р. |
| Енергетичні та водні ресурси | 0,3 %   | 0,3 %   |
| Хімія та метали | 1,7 %   | 2,1 %   |
| Переробка металів | 16,5 %  | 15,3 %  |
| Продукти харчування | 2,8 %   | 2,3 %   |
| Текстиль | 67 %    | 69,5 %  |
| Виробництво меблів, видання | 9,3 %   | 8,7 %   |
| Інше | 2,2 %   | 1,9 %   |
| Усього підприємств | 1.834   | 1.567   |

#### Роздрібна торгівля
| \| Підприємства роздрібної торгівлі міста, за сферою діяльності \| Підприємства роздрібної торгівлі міста, за сферою діяльності \| Підприємства роздрібної торгівлі міста, за сферою діяльності \| \| Рік \| 2002 р. \| 2001 р. \| \| ------------------------------------------------------------ \| ------------------------------------------------------------ \| ------------------------------------------------------------ \| \| Продукти харчування \| 30,5 % \| 29,6 % \| \| Одяг та взуття \| 25,8 % \| 27,9 % \| \| Товари для дому \| 12,1 % \| 12,6 % \| \| Книги та періодичні видання \| 2,6 % \| 3 % \| \| Промислова хімічна продукція \| 6,3 % \| 5,8 % \| \| Продукція, пов'язана з транспортними засобами \| 3,7 % \| 3,6 % \| \| Інше \| 18,9 % \| 17,6 % \| \| Усього підприємств \| 2.030 \| 1.822 \| |         |         |
| Підприємства роздрібної торгівлі міста, за сферою діяльності |         |         |
| Рік | 2002 р. | 2001 р. |
| Продукти харчування | 30,5 %  | 29,6 %  |
| Одяг та взуття | 25,8 %  | 27,9 %  |
| Товари для дому | 12,1 %  | 12,6 %  |
| Книги та періодичні видання | 2,6 %   | 3 %     |
| Промислова хімічна продукція | 6,3 %   | 5,8 %   |
| Продукція, пов'язана з транспортними засобами | 3,7 %   | 3,6 %   |
| Інше | 18,9 %  | 17,6 %  |
| Усього підприємств | 2.030   | 1.822   |

#### Сфера послуг
| \| Підприємства міста, що працюють у сфері послуг, за діяльністю \| Підприємства міста, що працюють у сфері послуг, за діяльністю \| Підприємства міста, що працюють у сфері послуг, за діяльністю \| \| Рік \| 2002 р. \| 2001 р. \| \| ------------------------------------------------------------- \| ------------------------------------------------------------- \| ------------------------------------------------------------- \| \| Гуртова торгівля \| 13,6 % \| 12,3 % \| \| Готелі та готельний бізнес \| 18,8 % \| 17,4 % \| \| Транспорт та зв'язок \| 17,7 % \| 19,5 % \| \| Посередницькі фінансові послуги \| 4,5 % \| 3,8 % \| \| Послуги підприємствам \| 8,5 % \| 8,5 % \| \| Послуги фізичним особам \| 26,6 % \| 25,5 % \| \| Нерухомість та ін. \| 10,2 % \| 13 % \| \| Усього підприємств \| 3.428 \| 3.057 \| |         |         |
| Підприємства міста, що працюють у сфері послуг, за діяльністю |         |         |
| Рік | 2002 р. | 2001 р. |
| Гуртова торгівля | 13,6 %  | 12,3 %  |
| Готелі та готельний бізнес | 18,8 %  | 17,4 %  |
| Транспорт та зв'язок | 17,7 %  | 19,5 %  |
| Посередницькі фінансові послуги | 4,5 %   | 3,8 %   |
| Послуги підприємствам | 8,5 %   | 8,5 %   |
| Послуги фізичним особам | 26,6 %  | 25,5 %  |
| Нерухомість та ін. | 10,2 %  | 13 %    |
| Усього підприємств | 3.428   | 3.057   |

## Житловий фонд
У 2001 р. 5,5 % усіх родин (домогосподарств) мали житло метражем до 59 м2, 48 % — від 60 до 89 м2, 35,9 % — від 90 до 119 м2 і
10,6 % — понад 120 м2.

З усіх будівель у 2001 р. 21 % було одноповерховими, 35,4 % — двоповерховими, 18,2 % — триповерховими, 8,4 % — чотириповерховими, 6,1 % — п'ятиповерховими, 7,6 % — шестиповерховими,
1,2 % — семиповерховими, 2,2 % — з вісьмома та більше поверхами.

## Автопарк
| \| Автомобілі, зареєстровані у місті, за призначенням \| Автомобілі, зареєстровані у місті, за призначенням \| Автомобілі, зареєстровані у місті, за призначенням \| \| Рік \| 2006 р. \| 2005 р. \| \| -------------------------------------------------- \| -------------------------------------------------- \| -------------------------------------------------- \| \| Приватні автомобілі \| 70,2 % \| 71,2 % \| \| Мотоцикли \| 11,6 % \| 10,5 % \| \| Вантажівки \| 15,6 % \| 15,8 % \| \| Трактори \| 0,2 % \| 0,3 % \| \| Автобуси та ін. \| 2,4 % \| 2,3 % \| \| Усього автомобілів \| 66.708 шт. \| 65.105 шт. \| |            |            |
| Автомобілі, зареєстровані у місті, за призначенням |            |            |
| Рік | 2006 р.    | 2005 р.    |
| Приватні автомобілі | 70,2 %     | 71,2 %     |
| Мотоцикли | 11,6 %     | 10,5 %     |
| Вантажівки | 15,6 %     | 15,8 %     |
| Трактори | 0,2 %      | 0,3 %      |
| Автобуси та ін. | 2,4 %      | 2,3 %      |
| Усього автомобілів | 66.708 шт. | 65.105 шт. |

## Вживання каталанської мови
У 2001 р. каталанську мову у місті розуміли 92,2 % усього населення (у 1996 р. — 92,7 %), вміли говорити нею 69,5 % (у 1996 р. — 68,9 %), вміли читати 69,3 % (у 1996 р. — 64,7 %), вміли писати 49,4 % (у 1996 р. — 46,3 %). Не розуміли каталанської мови 7,8 %.

## Політичні уподобання
У виборах до Парламенту Каталонії у 2006 р. взяло участь 45.177 осіб (у 2003 р. — 52.120 осіб). Голоси за політичні сили розподілилися таким чином:
| \| Вибори до Парламенту Каталонії \| Вибори до Парламенту Каталонії \| Вибори до Парламенту Каталонії \| \| Рік \| 2006 р. \| 2003 р. \| \| -------------------------------------- \| ------------------------------ \| ------------------------------ \| \| Конвергенція та Єднання (CiU) \| 31,9 % \| 30,3 % \| \| Соціалістична партія Каталонії (PSC) \| 28,7 % \| 33,3 % \| \| Народна партія (PP) \| 12,4 % \| 13,9 % \| \| Ініціатива за зелену Каталонію (IC) \| 9,4 % \| 7,8 % \| \| Республіканська лівиця Каталонії (ERC) \| 12,2 % \| 13,1 % \| \| Громадянська партія (C's) \| 2,7 % \| 0 % \| \| Інші \| 2,6 % \| 1,6 % \| |         |         |
| Вибори до Парламенту Каталонії |         |         |
| Рік | 2006 р. | 2003 р. |
| Конвергенція та Єднання (CiU) | 31,9 %  | 30,3 %  |
| Соціалістична партія Каталонії (PSC) | 28,7 %  | 33,3 %  |
| Народна партія (PP) | 12,4 %  | 13,9 %  |
| Ініціатива за зелену Каталонію (IC) | 9,4 %   | 7,8 %   |
| Республіканська лівиця Каталонії (ERC) | 12,2 %  | 13,1 %  |
| Громадянська партія (C's) | 2,7 %   | 0 %     |
| Інші | 2,6 %   | 1,6 %   |

У муніципальних виборах у 2007 р. взяло участь 38.433 особи (у 2003 р. — 50.014 осіб). Голоси за політичні сили розподілилися таким чином:
| \| Муніципальні вибори \| Муніципальні вибори \| Муніципальні вибори \| \| Рік \| 2007 р. \| 2003 р. \| \| -------------------------------------- \| ------------------- \| ------------------- \| \| Конвергенція та Єднання (CiU) \| 21,7 % \| 20,6 % \| \| Соціалістична партія Каталонії (PSC) \| 35,6 % \| 34 % \| \| Народна партія (PP) \| 14,7 % \| 17,4 % \| \| Ініціатива за зелену Каталонію (IC) \| 6,6 % \| 11,8 % \| \| Республіканська лівиця Каталонії (ERC) \| 6,3 % \| 8,9 % \| \| Громадянська партія (C's) \| 0 % \| 0 % \| \| Інші \| 15,1 % \| 7,4 % \| |         |         |
| Муніципальні вибори |         |         |
| Рік | 2007 р. | 2003 р. |
| Конвергенція та Єднання (CiU) | 21,7 %  | 20,6 %  |
| Соціалістична партія Каталонії (PSC) | 35,6 %  | 34 %    |
| Народна партія (PP) | 14,7 %  | 17,4 %  |
| Ініціатива за зелену Каталонію (IC) | 6,6 %   | 11,8 %  |
| Республіканська лівиця Каталонії (ERC) | 6,3 %   | 8,9 %   |
| Громадянська партія (C's) | 0 %     | 0 %     |
| Інші | 15,1 %  | 7,4 %   |